# Ecbolium
Ecbolium, biljni rod iz porodice primogovki smješten u tribus Justicieae, dio potporodice Acanthoideae. Sastoji se od 22 vrste iz tropske istočne i južne Afrike, Madagaskara, Arapskog poluotoka, Indijskog potkontinenta, Indokine i Šri Lanke.   Opisan je u J. Asiat. Soc. Bengal, Pt. 2, Nat. Hist., 40: 75. 1875

## Opis
Grmlje ili polugrmlje. Cvat završni klas. Brakteje velike, zaklanjaju čašku; brakteole linearne. Čaška aktinomorfna; režnjeva 5, ponešto nejednakih; cijev kraća od režnjeva. Vjenčić nije resupiniran, 2 usne; gornja usna cijela ili 2-fidna; donja usna duboko režnjevita; režnjevi mnogo kraći od cijevi. Plodnih prašnika 2, ispružena; prašnici 2-tekusni. Jajnik s 1(-2) ovula po lokulusu. Sjeme nosi retinakula; sjemenke s higroskopnim glohidijatnim dlačicama.

## Vrste
1. Ecbolium albiflorum Vollesen
2. Ecbolium amplexicaule S.Moore
3. Ecbolium barlerioides (S.Moore) Lindau
4. Ecbolium benoistii Vollesen
5. Ecbolium boranense Vollesen
6. Ecbolium clarkei Hiern
7. Ecbolium fimbriatum Benoist
8. Ecbolium flanaganii C.B.Clarke
9. Ecbolium glabratum Vollesen
10. Ecbolium gymnostachyum (Nees) Milne-Redh.
11. Ecbolium hastatum Vollesen
12. Ecbolium humbertii Vollesen
13. Ecbolium ligustrinum (Vahl) Vollesen
14. Ecbolium madagascariense Vollesen
15. Ecbolium oblongifolium Vollesen
16. Ecbolium palmatum Vollesen
17. Ecbolium spicatum (Nees) Kuntze
18. Ecbolium strictum O.Schwartz
19. Ecbolium subcordatum C.B.Clarke
20. Ecbolium syringifolium (Vahl) Vollesen
21. Ecbolium tanzaniense Vollesen
22. Ecbolium viride (Forssk.) Alston

## Vanjske poveznice
- Open Herbarium, Ecbolium